# Foyedo
Foyedo (en asturiano y oficialmente: Foyéu) es una aldea española perteneciente a la parroquia de Arcallana del concejo asturiano de Valdés.

## Barrios
Foyedo se compone de pequeñas agrupaciones de viviendas conocidas como: “calea d'abaxo”, “calea d'arriba” y “Silvaoscura”.

## Situación
Dista 30,60 km de la capital municipal (Luarca). La aldea se encuentra al este, colindando con el concejo de Cudillero, y a unos 5 km en línea recta se encuentra el Mar Cantábrico. 

## Economía
La economía de la zona se basa en la ganadería vacuna, (carne, leche y derivados), junto con el cultivo de patatas y maíz, principalmente para uso personal. 

## Cultura
Sus fiestas son celebradas el Día del Pilar, en octubre. La festividad se dedica a la Santina del pueblo, presente en la ermita, sacándola con una procesión y numerosas celebraciones, además de espectáculos tradicionales de la región, como la tala de troncos, carreras de cintas a caballo, arrastre de bueyes, etc. además de las verbenas o el conocido reparto del “bollo preñao”.
- Datos: Q56319183

1. ↑  «Cambio del Decreto 77/2014, de 5 de agosto, por el que se determinan los topónimos oficiales del concejo de Valdés». BOPA. 25 de junio de 2021.